# Walkabout
Ein Walkabout (von englisch walk „gehen“ und about „umher“) bezeichnet das Umherziehen eines australischen Aborigines auf seinen traditionellen Songlines (Traumpfaden). Im engeren Sinne ist der Walkabout ein Einführungsritual für dreizehnjährige Aborigines (Initiation), die erstmals den Weg ihres eigenen Traumpfades gehen.
Nach der Darstellung des britischen Schriftstellers Bruce Chatwin  (1940–1989) in seinem Roman Traumpfade geht es den Aborigines bei einem Walkabout grundsätzlich darum, die Übereinstimmung ihres Traumpfadliedes mit dem erwanderten Pfad selber zu erleben. Ziel ist die Erfahrung der Übereinstimmung der Wirklichkeit der Natur mit dem Abbild, welches das Lied erzählt.
Für diejenigen Aborigines, die als Nomaden oder Halbnomaden leben, ist dieses Umherziehen entlang der ihnen bekannten Songlines ihre normale Lebensweise. Für Aborigines, die zur Sesshaftigkeit übergehen, ist der Walkabout eine Tätigkeit, in der sie ihre Identität bewahren können, indem das Ritual, das die Ahnen immer gelebt haben, wieder aufgenommen und weitergegeben wird.
Veränderungen in der Natur bedeuten für traditionelle Aborigines einen Heimatverlust, insofern der gesamte Traumpfad für sie „Heimat“ ist. Die Heimatverbundenheit ist besonders intensiv bei den heiligen Stätten eines Traumpfades und geht über das hinaus, was in der westlichen Welt mit Heimatgefühlen verbunden wird.